# 前1140年代
| 千纪： | 前2千纪 |
| 世纪： | 前13世纪 \| 前12世纪 \| 前11世纪                                                                                     |
| 年代： | 前1170年代 \| 前1160年代 \| 前1150年代 \| 前1140年代 \| 前1130年代 \| 前1120年代 \| 前1110年代                       |
| 年份： | 前1149年 \| 前1148年 \| 前1147年 \| 前1146年 \| 前1145年 \| 前1144年 \| 前1143年 \| 前1142年 \| 前1141年 \| 前1140年 |

## 重要事件及趋势
- 尼布甲尼撒一世成为巴比伦国王
- 雅典国王得摩丰参与特洛伊战争

## 重要人物
- 武乙：商朝第28任王
- 提格拉特帕拉沙爾一世（約前1115年～前1077年在位）：亞述國王